# Rinat Dasaev
Rinat Fajzrachmanovič Dasaev (in russo Ринат Файзрахманович Дасаев?; Astrachan', 13 giugno 1957) è un dirigente sportivo, allenatore di calcio ed ex calciatore sovietico, dal 1992 russo, di ruolo portiere, preparatore dei portieri dell'Accademia dello Spartak Mosca.
Soprannominato Cortina d'acciaio (in riferimento alla cortina di ferro), è considerato da molti il miglior portiere degli anni ottanta, nonché uno dei più forti di sempre.
Salito alla ribalta internazionale dopo il Mondiale 1982, rimane per anni ai vertici del calcio internazionale: calciatore sovietico dell'anno nel 1982, nel 1988 è votato miglior portiere dell'anno IFFHS e il suo nome è figurato più volte nei primi posti della classifica del Pallone d'oro (6º classificato nel 1982 e nel 1983). Per cinque anni è eletto miglior portiere sovietico dell'anno.
Il passaggio al Siviglia nel 1988, fortemente voluto da Dasaev, ne segna la vita, sia sportiva sia familiare, in modo negativo: in Spagna subisce troppi gol, perdendo il posto da titolare; presto cade in depressione, quindi, anche a causa dell'uso di alcolici, è abbandonato dalla moglie e dalla figlia. Dopo il ritiro dal calcio, di lui sono perse le tracce per diversi anni, fino a quando non è stato rintracciato da un amico che lo ritrova mentre vive come un vagabondo; tornato in Russia, Dasaev diventa allenatore dei portieri dei giovani delle squadre della capitale.
Nel gennaio 2004, in un sondaggio dell'UEFA per eleggere i 100 migliori calciatori degli ultimi 50 anni, Dasaev raccoglie 24.197 voti, piazzandosi 97º. In seguito è inserito anche nel FIFA 100 di Pelé.

## Biografia
Di origine tartara, col tempo, sotto gli ordini del Partito Comunista, divenne un fedele simbolo dell'URSS, come a suo tempo Lev Jašin. In un'intervista del 2017, ripensando alla sua carriera calcistica in Unione Sovietica, ha dichiarato: "C'erano tanti giocatori di talento. Nel nostro campionato non c'erano stranieri e nemmeno quei contratti milionari che oggi deprimono i calciatori: si giocava per la gloria dell'Urss e per amore del calcio, non per i soldi." Era di fede musulmana, ma nascose ciò al Partito e al Governo sovietico. Nel 1987 si laurea in scienze dello sport.
È stato sposato con un'ex campionessa di ginnastica, Nela, conosciuta in ospedale mentre entrambi erano infortunati. Dopo aver risieduto per un decennio in Spagna, si è ritrasferito a Mosca, in cui aveva già vissuto ai tempi della militanza nello Spartak. Ha avuto cinque figli: due dal primo matrimonio e tre dal secondo.

## Caratteristiche tecniche
Alto ma dal fisico esile, dotato di un repertorio completo, era molto abile nel rinvio con le braccia, con cui faceva ripartire velocemente l'azione. Non si muoveva molto sulla linea di porta e aveva un eccellente senso della posizione. Portiere essenziale e poco spettacolare negli interventi, tendeva spesso a parare con la mano più lontana rispetto al pallone durante il tuffo. Sapeva comandare in modo eccelso la propria difesa.
Erede designato di Lev Jašin, è stato spesso definito in termini entusiastici dalla stampa specializzata. Non godeva, tuttavia, di consensi unanimi: Gianni Brera, ad esempio, lo riteneva sovrastimato.

## Carriera

### Club

#### Spartak Mosca
Ad Astrachan', città sul Mar Caspio, dovendo scegliere tra il calcio e il nuoto, Dasaev decide di giocare a calcio da centrocampista, sperando di potersi spostare in attacco, ma divenne portiere perché alla squadra serviva proprio un estremo difensore. Nel 1977 si trasferisce dal Volgar' Astrachan' allo Spartak Mosca, la squadra del Partito Comunista. Allo Spartak Mosca, Dasaev impara dal tecnico Beskov a rinviare con le braccia per cominciare una nuova azione offensiva che si poteva tramutare in un rapido contropiede. In quest'epoca lo Spartak Mosca lotta spesso con la Dinamo Kiev per il dominio dei campionati sovietici, contribuendo a creare sfide sempre avvincenti. Diviene titolare al secondo anno, dopo la promozione nella massima divisione sovietica. Al primo anno mantiene la porta inviolata per 502' tra la decima e la quindicesima giornata del torneo sovietico. A fine stagione Dasaev vince il suo primo campionato sovietico, davanti alla Dinamo Kiev (terza), subendo solo 25 gol in 34 giornate.
Nella stagione seguente lo Spartak conclude il torneo in seconda posizione, dietro ai rivali della Dinamo Kiev, e Dasaev subisce 26 gol giocando tutte le sfide di campionato: si migliora tenendo la rete inviolata per otto giornate consecutive tra la seconda e la nona partita di campionato, per un totale di 617'. Al suo terzo anno nella capitale, lo Spartak è nuovamente secondo in campionato, ancora dietro alla Dinamo Kiev di Lobanovski: resta imbattuto nelle prime tre giornate di campionato, subendo un 3-1 alla quarta partita contro la Dinamo Tbilisi. A fine stagione totalizza 40 gol subiti. Nel 1982 salta alcuni incontri e lo Spartak chiude nuovamente alle spalle della Dinamo Kiev (seconda nella graduatoria). Nello stesso anno, in seguito al Mondiale disputato in Spagna, il portiere è l'unico sovietico nominato al Pallone d'oro, raggiungendo la sesta posizione.
L'anno seguente gioca tutti i turni di campionato, riuscendo ad avere la porta meno battuta del campionato (25): ciò non basta a garantire il primato alla società del Partito Comunista, che pur restando davanti ai rivali della Dinamo Kiev, sono superati dal Dnepr. Resta imbattuto tra la quarta e la decima giornata (cinque turni, 424') e tra la ventesima e la venticinquesima partita di campionato, per un totale di 470 minuti. Si migliora ulteriormente, rimanendo inviolato anche tra la venticinquesima e la trentaduesima giornata, complessivamente per 591'. Il 6 novembre 1983, all'ultima di campionato s'affrontano il Dnepr e lo Spartak Mosca, con i primi in vantaggio per soli due punti sulla squadra capitolina: nel giro di 6' nella prima frazione di gioco Oleh Taran firma una doppietta per i padroni di casa ma Gladilin, centrocampista offensivo dello Spartak, ristabilisce la parità segnando due reti tra il primo e il secondo tempo; dopo neanche 10' Taran riporta il Dnepr in vantaggio e nel finale Lysenko segna il 4-2 su rigore, consegnando lo scudetto al Dnepr.
A fine anno, candidato al Pallone d'oro, risulta sesto in graduatoria, al pari del portiere belga Pfaff. Nel 1984 lo Spartak Mosca sfiora ulteriormente il titolo, raggiungendo il secondo posto, due punti dietro lo Zenit Leningrado. Non subisce reti tra la quarta e la nona giornata di campionato, per un totale di 474 minuti. Rimane inviolato anche tra il ventiseiesimo e il trentunesimo turno, per 440 minuti complessivi. A fine anno rientra per la terza volta consecutiva tra i candidati al Pallone d'oro e, unico sovietico nella lista, raccoglie un solo voto. La stagione successiva vede il successo in campionato da parte della Dinamo Kiev, proprio davanti allo Spartak Mosca: nello scontro diretto, a cinque giornate dalla fine, la Dinamo Kiev (41 punti) affronta lo Spartak (38) a Mosca e vincendo per 2-1 - sale a +5 - ipoteca il titolo. Dasaev è imbattuto tra il diciottesimo e il venticinquesimo incontro, per un totale di 477'.
A fine 1985 è nono nella corsa per il Pallone d'oro. Nonostante abbia il secondo miglior attacco (dietro la Dinamo Kiev) e la miglior difesa del campionato, lo Spartak Mosca fallisce nella conquista del titolo sovietico 1986, arrivando dietro il club di Lobanovski e la Dinamo Mosca. Dasaev gioca 24 incontri di campionato. Candidato al Pallone d'oro 1986, giunge sedicesimo. Nel 1987 lo Spartak centra il double campionato-Coppa delle Federazioni sovietiche: il torneo sovietico è vinto con 3 lunghezze di vantaggio sul Dnepr. Nella lista per i candidati al Pallone d'oro arriva ventunesimo. L'anno seguente, ancora titolare, lo Spartak è quarto in campionato (peggior risultato da quando è risalito nella massima serie sovietica): il portiere gioca 27 partite e a fine stagione, dopo aver fortemente voluto lasciare il Paese per diversi anni promuovendo la sua idea di un URSS più democratica, si trasferisce in Spagna. A fine anno, per il settimo e ultimo anno di fila, è fra i papabili al Pallone d'oro, finendo tredicesimo. In patria, durante tutta la carriera, ottiene un rimborso spese pari a 400 rubli (400 euro odierni) al mese.

#### Siviglia e il declino
Nel 1988, in seguito alle politiche di glasnost' e perestrojka volute e promosse da Gorbačëv, Dasaev riesce a lasciare l'URSS per trasferirsi in Spagna grazie a uno dei quattro freeway (una specie di lasciapassare) concessi dal Ministero dello sport sovietico, lasciando moglie e figlia in Unione Sovietica: firma un biennale con il Siviglia, che lo acquista in cambio di 180 milioni di pesetas (altre fonti dicono 2 miliardi di lire), che vanno al Governo sovietico, mentre l'ingaggio mensile del portiere è fissato a 150 000 (circa € 900 odierni). Ma così facendo perde il posto in nazionale, rischiando di saltare il Mondiale 1990: in effetti Lobanovs'kyj era consapevole del fatto che i calciatori militanti in squadre estere come lo stesso Dasaev, Zavarov, Aleinikaŭ e Chidiatullin avevano cambiato la propria concezione di calcio, perciò aveva deciso di puntare maggiormente sui calciatori che poteva osservare quotidianamente, in particolar modo quelli della sua Dinamo Kiev. Dopo Italia 1990, il portiere non parlò mai più con il Colonnello, pur non avendoci mai litigato.
Il 21 novembre 1988 arriva a Siviglia e al suo passaggio agli andalusi gli abbonamenti del club aumentano fino ad arrivare a 33 000. Il 30 novembre successivo esordisce in campionato giocando contro il Real Madrid e la sfida finisce 1-1, una tra le migliori partite giocate da Dasaev nel suo periodo in Spagna. Un paio di settimane più tardi moglie e figlia lo raggiungono a Siviglia ma ritornano quasi subito in patria perché lo stipendio del portiere non basta a mantenere i tre nel Paese iberico. Nell'ottobre 1989 si rende protagonista di una prestazione negativa contro il Real Madrid, in una partita persa 5-2 dal Siviglia. Dopo mezza stagione Dasaev continua a collezionare prestazioni molto negative, subendo diverse reti a partita e divenendo ben presto il quarto straniero, in un periodo nel quale i club spagnoli potevano schierarne solo tre in campo. Anche a causa di ciò, comincia un periodo di depressione durante il quale Dasaev ha un primo incidente d'auto causato dall'alcol (vodka), rompendosi una mano: il Siviglia gli propone di andare giocare in Svizzera, precisamente al San Gallo, ma il sovietico si rifiuta. Nel marzo 1991 la sua esperienza a Siviglia è considerata fallimentare e a fine stagione, a neanche 34 anni, si ritira.

### Nazionale

Dasaev (in piedi, primo da sinistra) con la nazionale sovietica nel 1988

È stato uno dei calciatori più rappresentativi della nazionale sovietica durante gli anni ottanta.
Il 5 settembre 1979 esordisce contro la Germania Est, incontro vinto 1-0. Nel 1980 è titolare alle Olimpiadi di Mosca, dove i sovietici superano senza difficoltà il gruppo A e Dasaev subisce un solo gol da Chitalu, attaccante dello Zambia. Ai quarti di finale l'URSS supera il Kuwait (2-1) ma in semifinale si arrende contro la Germania Est (0-1). Il primo agosto, nella finale per il terzo posto, l'Unione Sovietica batte 2-0 la Jugoslavia, ottenendo la medaglia di bronzo. Con Dasaev in campo, l'Unione Sovietica non ha mai perso tra il 26 marzo 1980 e il 14 giugno 1982 (due anni e poco più di tre mesi), giocando 19 incontri internazionali, vincendone 14 e pareggiandone 5. La maggior inviolabilità in partite ufficiali dura dal 3 settembre 1980 al 29 novembre 1981, per un totale di 589'.
Diviene una delle rivelazioni del Mondiale 1982 in Spagna, giocando bene contro il Brasile (sfida persa 2-1). L'URSS batte la Nuova Zelanda (3-0) e pareggia contro la Scozia (2-2). Dopo aver passato la prima fase a gironi dietro il Brasile, i sovietici sono inseriti nel primo raggruppamento della seconda fase a gironi: contro Belgio (0-1) e Polonia (0-0) Dasaev tiene la rete inviolata ma ciò non basta a portare l'URSS in semifinale, a causa della differenza reti favorevole alla Polonia (che era a pari punti con l'URSS): il portiere sovietico termina così il suo primo Mondiale, con 5 partite e 4 gol subiti. Il 10 ottobre 1984 gioca il suo primo incontro da capitano con la maglia dell'Unione Sovietica, scendendo in campo contro la Norvegia (1-1), sfida valida per le qualificazioni al Mondiale di Messico 1986.
Nel 1985, il nuovo Governo sovietico capeggiato da Gorbačëv gli consente di andare negli Stati Uniti, cosa che fino ad allora non era stata mai concessa a nessun sovietico: il 25 luglio scende in campo a Pasadena, California, per giocare l'incontro sponsorizzato dall'UNICEF tra America e Resto del Mondo. Per circa un anno tra l'estate 1986 e l'estate 1987 perde la fascia di capitano, tornando ad essere il capitano dell'URSS dal 1987 fino al ritiro. Nel Mondiale 1986, è titolare nella porta sovietica: il primo incontro del gruppo C è vinto contro l'Ungheria (6-0), poi Dasaev gioca anche contro la Francia (1-1), riposando nella terza sfida contro il Canada (2-0), dov'è rimpiazzato da Čanov. I sovietici passano la fase a gironi al primo posto ma ai quarti di finale non basta la tripletta di Belanov per l'URSS, che è estromessa dal Belgio (3-4).

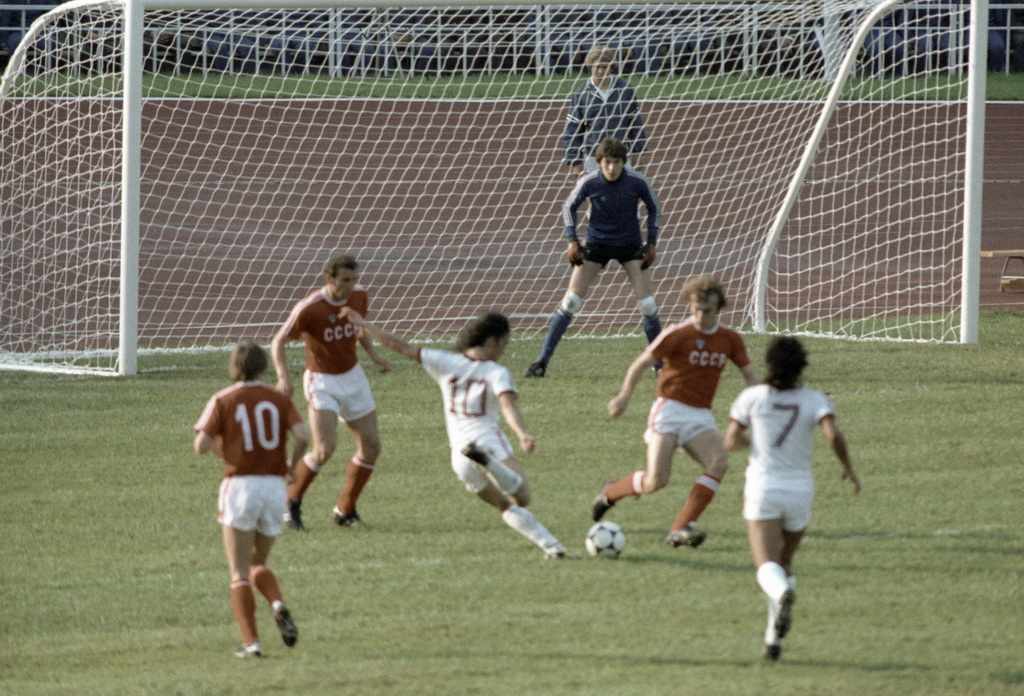
Dasaev in URSS - Venezuela durante i Giochi Olimpici nel 1980

Portiere titolare a Euro 1988, resta imbattuto dopo la prima partita della fase a gironi del gruppo B contro i Paesi Bassi, subendo la prima rete contro l'Irlanda, nella sfida seguente, con un gol ad opera di Ronnie Whelan; nella ripresa, sul punteggio di 1-0, Dasaev esce per due volte consecutive sui piedi dell'avversario Tony Galvin: rimane infortunato a causa di questi episodi, zoppicando per il campo per diversi minuti prima di uscire dal terreno di gioco al 68', sostituito dal secondo portiere Viktor Čanov. A fine partita si scopre che Dasaev ha rimediato una distorsione al ginocchio che potrebbe avergli fatto finire in anticipo la rassegna europea. La Federcalcio sovietica chiede immediatamente di poter convocare un terzo portiere (Židkov o Charin) ma Dasaev si riprende dall'infortunio, potendo essere schierato per le sfide seguenti, che gioca da capitano. Riesce a rientrare per giocare anche la terza e ultima partita della fase a gironi contro l'Inghilterra (vinta 1-3), contribuendo a portare l'Unione Sovietica al primo posto nel raggruppamento, davanti ai Paesi Bassi. In semifinale tiene la rete inviolata contro l'Italia (2-0), salvando un gol su Giannini, ma in finale, nella sconfitta per 2-0 contro l'Olanda ha delle responsabilità sul capolavoro di Marco van Basten, che da posizione defilata s'inventa un tiro al volo che supera l'estremo difensore sovietico. Il portiere esce dall'Olympiastadion di Monaco di Baviera come uno dei peggiori in campo e a causa di una sua uscita a vuoto l'Olanda sfiora il 3-0 con Frank Rijkaard.
In seguito a questa sconfitta, diviene il simbolo della fine dell'era sovietica (sia sportiva che politica) che da lì a tre anni sarebbe sparita senza ottenere una vittoria di prestigio. Dopo aver rischiato di perdere il Mondiale 1990 a causa del suo trasferimento a Siviglia, nonostante Lobanovs'kyj avesse deciso all'ultimo di non convocare Dasaev, il portiere riesce comunque a partecipare per la rassegna di Italia 1990, dov'è ancora capitano: dopo aver fornito una prestazione negativa nella prima partita del gruppo B contro la Romania (2-0) - ha le sue responsabilità sul primo gol di Lăcătuș - e in seguito a un suo comportamento scorretto al termine dell'incontro, Lobanovs'kyj lo sostituisce con Uvarov e l'ormai ex capitano perde il posto da titolare nell'URSS. Per coincidenza, Dasaev gioca la sua unica ed ultima partita in nazionale senza la storica scritta "CCCP" sulla maglietta, poiché il Ministero dello sport sovietico aveva deciso di eliminarla. Nel novembre del 1990 è ufficiale il suo allontanamento dalla nazionale sovietica, per la quale non giocherà più dopo il campionato mondiale del 1990, totalizzando 91 incontri internazionali tra il 1979 e il 1990, 43 dei quali da capitano e 68 gol subiti. Diviene così l'ultimo portiere e anche l'ultimo capitano, in senso storico, dell'URSS.

## Dopo il ritiro
Tornato in patria poco dopo il ritiro, ha un secondo incidente d'auto a Mosca (sempre causato dall'alcol) andando a sbattere contro un muro: finisce in rianimazione, e, dopo aver vissuto un lungo periodo di riabilitazione, la moglie chiede il divorzio, portando con sé anche la figlia. Ritornato in Spagna, Dasaev apre quindi un negozio di articoli sportivi: all'inizio il negozio va bene ma dopo un po' di tempo fallisce e l'ex portiere scompare per diversi anni. Rintracciato dalla Pravda, si scopre che Dasaev vive in uno stato di povertà, come un vagabondo. Decide così di tornare in patria, in Russia. Un amico dello Spartak Mosca lo aiuta a tornare nel mondo del calcio, salvandolo dall'alcol e dalla depressione che ancora lo perseguitavano: Dasaev inizia a fare l'allenatore dei portieri nelle scuole calcio.
Ha declinato l'offerta della federazione calcistica della Russia di allenare i portieri della nazionale: Dasaev chiese di allenare solo i portieri della selezione maggiore, non avendo tempo di seguire tutte le selezioni, ma la federazione aveva bisogno di qualcuno che seguisse tutti i settori. Dopo il ritiro ha allenato uno dei migliori portieri russi odierni, Igor' Akinfeev, già paragonato a Lev Jašin sin da giovane. In seguito Akinfeev è stato paragonato a Dasaev stesso. Nel 2005 ha aperto una scuola calcio a Mosca, dov'è il direttore. È stato uno dei membri del comitato organizzatore dei Mondiali 2018 organizzati dalla Russia.

## Statistiche

### Presenze e reti nei club
| Stagione                | Squadra                 | Campionato              | Campionato | Campionato | Coppe nazionali | Coppe nazionali | Coppe nazionali | Coppe continentali | Coppe continentali | Coppe continentali | Totale | Totale |
| Stagione                | Squadra                 | Comp                    | Pres       | Reti       | Comp            | Pres            | Reti            | Comp               | Pres               | Reti               | Pres   | Reti   |
| ----------------------- | ----------------------- | ----------------------- | ---------- | ---------- | --------------- | --------------- | --------------- | ------------------ | ------------------ | ------------------ | ------ | ------ |
| 1975                    | Volgar' Astrachan'      | VL                      | 1          | -?         | KS              | -               | -               |                    | -                  | -                  | 1      | -?     |
| 1976                    | Volgar' Astrachan'      | VL                      | 26         | -31        | KS              | -               | -               |                    | -                  | -                  | 26     | -31    |
| 1977                    | Volgar' Astrachan'      | VL                      | 30         | -?         | KS              | -               | -               |                    | -                  | -                  | 30     | -?     |
| Totale Volgar Astrakhan | Totale Volgar Astrakhan | Totale Volgar Astrakhan | 57         | -31+       |                 | -               | -               |                    | -                  | -                  | 57     | -31+   |
| 1978                    | Spartak Mosca           | VL                      | 23         | -20        | KS              | ?               | -?              |                    | -                  | -                  | 23     | -20+   |
| 1979                    | Spartak Mosca           | VL                      | 34         | -23        | KS              | 6               | -5              |                    | -                  | -                  | 40     | -28    |
| 1980                    | Spartak Mosca           | VL                      | 34         | -25        | KS              | 8               | -5              | CC                 | 4                  | -2                 | 46     | -32    |
| 1981                    | Spartak Mosca           | VL                      | 34         | -39        | KS              | 4               | -1              | CU                 | 6                  | -9                 | 44     | -49    |
| 1982                    | Spartak Mosca           | VL                      | 28         | -30        | KS              | 3               | -2              | CU                 | 6                  | -6                 | 37     | -38    |
| 1983                    | Spartak Mosca           | VL                      | 34         | -25        | KS              | 2               | -5              | CU                 | 6                  | -4                 | 40     | -34    |
| 1984                    | Spartak Mosca           | VL                      | 34         | -29        | KS+KS           | 4               | -5              | CU                 | 8                  | -9                 | 46     | -43    |
| 1985                    | Spartak Mosca           | VL                      | 34         | -28        | KS              | 2               | -3              | CU                 | 6                  | -4                 | 42     | -35    |
| 1986                    | Spartak Mosca           | VL                      | 34         | -25        | KS+KF           | 2+?             | -5+?            | CU                 | 6                  | -4                 | 40+    | -34+   |
| 1987                    | Spartak Mosca           | VL                      | 29         | -21        | KS+KF           | 4+2             | -2+-2           | CU                 | 4                  | -8                 | 39     | -33    |
| 1988                    | Spartak Mosca           | VL                      | 27         | -24        | KS+KF           | 4+1             | -3+-1           | CC                 | 4                  | -6                 | 36     | -34    |
| Totale Spartak Mosca    | Totale Spartak Mosca    | Totale Spartak Mosca    | 335        | -279       |                 | 40              | -35+            |                    | 50                 | -54                | 482    | -368   |
| 1988-1989               | Siviglia                | PD                      | 24         | -28        | CR              | 0               | 0               |                    | -                  | -                  | 24     | -28    |
| 1989-1990               | Siviglia                | PD                      | 35         | -39        | CR              | 4               | -2              |                    | -                  | -                  | 39     | -41    |
| 1990-1991               | Siviglia                | PD                      | 0          | 0          | CR              | 0               | 0               | CU                 | 0                  | 0                  | 0      | 0      |
| Totale Siviglia         | Totale Siviglia         | Totale Siviglia         | 59         | -67        |                 | 4               | -2              |                    | 0                  | 0                  | 63     | -69    |
| Totale Carriera         | Totale Carriera         | Totale Carriera         | 451        | -377+      |                 | 44              | -37+            |                    | 50                 | -54                | 602    | -468+  |

### Cronologia presenze e reti in nazionale
| Cronologia completa delle presenze e delle reti in nazionale ― Unione Sovietica | Cronologia completa delle presenze e delle reti in nazionale ― Unione Sovietica | Cronologia completa delle presenze e delle reti in nazionale ― Unione Sovietica | Cronologia completa delle presenze e delle reti in nazionale ― Unione Sovietica | Cronologia completa delle presenze e delle reti in nazionale ― Unione Sovietica | Cronologia completa delle presenze e delle reti in nazionale ― Unione Sovietica | Cronologia completa delle presenze e delle reti in nazionale ― Unione Sovietica | Cronologia completa delle presenze e delle reti in nazionale ― Unione Sovietica |
| Data                                                                            | Città                                                                           | In casa                                                                         | Risultato                                                                       | Ospiti                                                                          | Competizione                                                                    | Reti                                                                            | Note                                                                            |
| ------------------------------------------------------------------------------- | ------------------------------------------------------------------------------- | ------------------------------------------------------------------------------- | ------------------------------------------------------------------------------- | ------------------------------------------------------------------------------- | ------------------------------------------------------------------------------- | ------------------------------------------------------------------------------- | ------------------------------------------------------------------------------- |
| 5-9-1979                                                                        | Mosca                                                                           | Unione Sovietica                                                                | 1 – 0                                                                           | Germania Est                                                                    | Amichevole                                                                      | -                                                                               |                                                                                 |
| 12-9-1979                                                                       | Atene                                                                           | Grecia                                                                          | 1 – 0                                                                           | Unione Sovietica                                                                | Qual. Euro 1980                                                                 | -1                                                                              |                                                                                 |
| 26-3-1980                                                                       | Sofia                                                                           | Bulgaria                                                                        | 1 – 3                                                                           | Unione Sovietica                                                                | Amichevole                                                                      | -1                                                                              |                                                                                 |
| 29-4-1980                                                                       | Malmö                                                                           | Svezia                                                                          | 1 – 5                                                                           | Unione Sovietica                                                                | Amichevole                                                                      | -1                                                                              |                                                                                 |
| 23-5-1980                                                                       | Mosca                                                                           | Unione Sovietica                                                                | 1 – 0                                                                           | Francia                                                                         | Amichevole                                                                      | -                                                                               |                                                                                 |
| 15-6-1980                                                                       | Rio de Janeiro                                                                  | Brasile                                                                         | 1 – 2                                                                           | Unione Sovietica                                                                | Amichevole                                                                      | -1                                                                              |                                                                                 |
| 12-7-1980                                                                       | Mosca                                                                           | Unione Sovietica                                                                | 2 – 0                                                                           | Danimarca                                                                       | Amichevole                                                                      | -                                                                               |                                                                                 |
| 27-8-1980                                                                       | Budapest                                                                        | Ungheria                                                                        | 1 – 4                                                                           | Unione Sovietica                                                                | Amichevole                                                                      | -1                                                                              |                                                                                 |
| 3-9-1980                                                                        | Reykjavík                                                                       | Islanda                                                                         | 1 – 2                                                                           | Unione Sovietica                                                                | Qual. Mondiali 1982                                                             | -1                                                                              |                                                                                 |
| 15-10-1980                                                                      | Mosca                                                                           | Unione Sovietica                                                                | 5 – 0                                                                           | Islanda                                                                         | Qual. Mondiali 1982                                                             | -                                                                               |                                                                                 |
| 4-12-1980                                                                       | Mar del Plata                                                                   | Argentina                                                                       | 1 – 1                                                                           | Unione Sovietica                                                                | Amichevole                                                                      | -1                                                                              |                                                                                 |
| 30-5-1981                                                                       | Wrexham                                                                         | Galles                                                                          | 0 – 0                                                                           | Unione Sovietica                                                                | Amichevole                                                                      | -                                                                               |                                                                                 |
| 23-9-1981                                                                       | Mosca                                                                           | Unione Sovietica                                                                | 4 – 0                                                                           | Turchia                                                                         | Qual. Mondiali 1982                                                             | -                                                                               |                                                                                 |
| 7-10-1981                                                                       | Smirne                                                                          | Turchia                                                                         | 0 – 3                                                                           | Unione Sovietica                                                                | Qual. Mondiali 1982                                                             | -                                                                               |                                                                                 |
| 28-10-1981                                                                      | Tbilisi                                                                         | Unione Sovietica                                                                | 2 – 0                                                                           | Cecoslovacchia                                                                  | Qual. Mondiali 1982                                                             | -                                                                               |                                                                                 |
| 18-11-1981                                                                      | Mosca                                                                           | Unione Sovietica                                                                | 3 – 0                                                                           | Galles                                                                          | Qual. Mondiali 1982                                                             | -                                                                               |                                                                                 |
| 29-11-1981                                                                      | Bratislava                                                                      | Cecoslovacchia                                                                  | 1 – 1                                                                           | Unione Sovietica                                                                | Qual. Mondiali 1982                                                             | -1                                                                              |                                                                                 |
| 10-3-1982                                                                       | Nea Filadelfeia                                                                 | Grecia                                                                          | 0 – 2                                                                           | Unione Sovietica                                                                | Amichevole                                                                      | -                                                                               | 87’                                                                             |
| 14-4-1982                                                                       | Buenos Aires                                                                    | Argentina                                                                       | 1 – 1                                                                           | Unione Sovietica                                                                | Amichevole                                                                      | -1                                                                              |                                                                                 |
| 5-5-1982                                                                        | Mosca                                                                           | Unione Sovietica                                                                | 1 – 0                                                                           | Germania Est                                                                    | Amichevole                                                                      | -                                                                               |                                                                                 |
| 3-6-1982                                                                        | Stoccolma                                                                       | Svezia                                                                          | 0 – 1                                                                           | Unione Sovietica                                                                | Amichevole                                                                      | -                                                                               |                                                                                 |
| 14-6-1982                                                                       | Siviglia                                                                        | Brasile                                                                         | 2 – 1                                                                           | Unione Sovietica                                                                | Mondiali 1982 - 1º turno                                                        | -2                                                                              |                                                                                 |
| 19-6-1982                                                                       | Malaga                                                                          | Unione Sovietica                                                                | 3 – 0                                                                           | Nuova Zelanda                                                                   | Mondiali 1982 - 1º turno                                                        | -                                                                               |                                                                                 |
| 22-6-1982                                                                       | Malaga                                                                          | Scozia                                                                          | 2 – 2                                                                           | Unione Sovietica                                                                | Mondiali 1982 - 1º turno                                                        | -2                                                                              |                                                                                 |
| 1-7-1982                                                                        | Barcellona                                                                      | Belgio                                                                          | 0 – 1                                                                           | Unione Sovietica                                                                | Mondiali 1982 - 2º turno                                                        | -                                                                               | 85’                                                                             |
| 4-7-1982                                                                        | Barcellona                                                                      | Unione Sovietica                                                                | 0 – 0                                                                           | Polonia                                                                         | Mondiali 1982 - 2º turno                                                        | -                                                                               |                                                                                 |
| 13-10-1982                                                                      | Mosca                                                                           | Unione Sovietica                                                                | 2 – 0                                                                           | Finlandia                                                                       | Qual. Euro 1984                                                                 | -                                                                               |                                                                                 |
| 23-3-1983                                                                       | Parigi                                                                          | Francia                                                                         | 1 – 1                                                                           | Unione Sovietica                                                                | Amichevole                                                                      | -1                                                                              |                                                                                 |
| 13-4-1983                                                                       | Losanna                                                                         | Svizzera                                                                        | 0 – 1                                                                           | Unione Sovietica                                                                | Amichevole                                                                      | -                                                                               |                                                                                 |
| 27-4-1983                                                                       | Mosca                                                                           | Unione Sovietica                                                                | 5 – 0                                                                           | Portogallo                                                                      | Qual. Euro 1984                                                                 | -                                                                               |                                                                                 |
| 17-5-1983                                                                       | Vienna                                                                          | Austria                                                                         | 2 – 2                                                                           | Unione Sovietica                                                                | Amichevole                                                                      | -2                                                                              |                                                                                 |
| 22-5-1983                                                                       | Chorzów                                                                         | Polonia                                                                         | 1 – 1                                                                           | Unione Sovietica                                                                | Qual. Euro 1984                                                                 | -1                                                                              |                                                                                 |
| 1-6-1983                                                                        | Helsinki                                                                        | Finlandia                                                                       | 0 – 1                                                                           | Unione Sovietica                                                                | Qual. Euro 1984                                                                 | -                                                                               |                                                                                 |
| 26-7-1983                                                                       | Lipsia                                                                          | Germania Est                                                                    | 1 – 3                                                                           | Unione Sovietica                                                                | Amichevole                                                                      | -1                                                                              |                                                                                 |
| 9-10-1983                                                                       | Mosca                                                                           | Unione Sovietica                                                                | 2 – 0                                                                           | Polonia                                                                         | Qual. Euro 1984                                                                 | -                                                                               |                                                                                 |
| 13-11-1983                                                                      | Lisbona                                                                         | Portogallo                                                                      | 1 – 0                                                                           | Unione Sovietica                                                                | Qual. Euro 1984                                                                 | -1                                                                              |                                                                                 |
| 15-5-1984                                                                       | Kouvola                                                                         | Finlandia                                                                       | 1 – 3                                                                           | Unione Sovietica                                                                | Amichevole                                                                      | -1                                                                              |                                                                                 |
| 2-6-1984                                                                        | Londra                                                                          | Inghilterra                                                                     | 0 – 2                                                                           | Unione Sovietica                                                                | Amichevole                                                                      | -                                                                               |                                                                                 |
| 12-9-1984                                                                       | Dublino                                                                         | Irlanda                                                                         | 1 – 0                                                                           | Unione Sovietica                                                                | Qual. Mondiali 1986                                                             | -1                                                                              |                                                                                 |
| 10-10-1984                                                                      | Oslo                                                                            | Norvegia                                                                        | 1 – 1                                                                           | Unione Sovietica                                                                | Qual. Mondiali 1986                                                             | -1                                                                              | cap.                                                                            |
| 21-1-1985                                                                       | Kochi                                                                           | Cina                                                                            | 2 – 3                                                                           | Unione Sovietica                                                                | Amichevole                                                                      | -2                                                                              | cap.                                                                            |
| 28-1-1985                                                                       | Kochi                                                                           | Iran                                                                            | 0 – 2                                                                           | Unione Sovietica                                                                | Amichevole                                                                      | -                                                                               | cap.                                                                            |
| 2-2-1985                                                                        | Kochi                                                                           | Marocco                                                                         | 0 – 1                                                                           | Unione Sovietica                                                                | Amichevole                                                                      | -                                                                               | cap.                                                                            |
| 4-2-1985                                                                        | Kochi                                                                           | Unione Sovietica                                                                | 2 – 1                                                                           | Jugoslavia                                                                      | Amichevole                                                                      | -1                                                                              | cap.                                                                            |
| 27-3-1985                                                                       | Tbilisi                                                                         | Unione Sovietica                                                                | 2 – 0                                                                           | Austria                                                                         | Amichevole                                                                      | -                                                                               | cap.                                                                            |
| 17-4-1985                                                                       | Berna                                                                           | Svizzera                                                                        | 2 – 2                                                                           | Unione Sovietica                                                                | Qual. Mondiali 1986                                                             | -2                                                                              | cap.                                                                            |
| 2-5-1985                                                                        | Mosca                                                                           | Unione Sovietica                                                                | 4 – 0                                                                           | Svizzera                                                                        | Qual. Mondiali 1986                                                             | -                                                                               | cap.                                                                            |
| 5-6-1985                                                                        | Copenaghen                                                                      | Danimarca                                                                       | 4 – 2                                                                           | Unione Sovietica                                                                | Qual. Mondiali 1986                                                             | -4                                                                              | cap.                                                                            |
| 7-8-1985                                                                        | Mosca                                                                           | Unione Sovietica                                                                | 2 – 0                                                                           | Romania                                                                         | Amichevole                                                                      | -                                                                               | cap.                                                                            |
| 28-8-1985                                                                       | Mosca                                                                           | Unione Sovietica                                                                | 1 – 0                                                                           | Germania Ovest                                                                  | Amichevole                                                                      | -                                                                               | cap.                                                                            |
| 25-9-1985                                                                       | Mosca                                                                           | Unione Sovietica                                                                | 1 – 0                                                                           | Danimarca                                                                       | Qual. Mondiali 1986                                                             | -                                                                               | cap.                                                                            |
| 16-10-1985                                                                      | Mosca                                                                           | Unione Sovietica                                                                | 2 – 0                                                                           | Irlanda                                                                         | Qual. Mondiali 1986                                                             | -                                                                               | cap.                                                                            |
| 30-10-1985                                                                      | Mosca                                                                           | Unione Sovietica                                                                | 1 – 0                                                                           | Norvegia                                                                        | Qual. Mondiali 1986                                                             | -                                                                               | cap.                                                                            |
| 22-1-1986                                                                       | Las Palmas                                                                      | Spagna                                                                          | 2 – 0                                                                           | Unione Sovietica                                                                | Amichevole                                                                      | -2                                                                              | cap.                                                                            |
| 19-2-1986                                                                       | Città del Messico                                                               | Messico                                                                         | 1 – 0                                                                           | Unione Sovietica                                                                | Amichevole                                                                      | -1                                                                              | cap.                                                                            |
| 26-3-1986                                                                       | Tbilisi                                                                         | Unione Sovietica                                                                | 0 – 1                                                                           | Inghilterra                                                                     | Amichevole                                                                      | -1                                                                              | cap.                                                                            |
| 23-4-1986                                                                       | Timișoara                                                                       | Romania                                                                         | 2 – 1                                                                           | Unione Sovietica                                                                | Amichevole                                                                      | -2                                                                              | cap.                                                                            |
| 7-5-1986                                                                        | Mosca                                                                           | Unione Sovietica                                                                | 0 – 0                                                                           | Finlandia                                                                       | Amichevole                                                                      | -                                                                               | cap.                                                                            |
| 2-6-1986                                                                        | Irapuato                                                                        | Unione Sovietica                                                                | 6 – 0                                                                           | Ungheria                                                                        | Mondiali 1986 - 1º turno                                                        | -                                                                               |                                                                                 |
| 5-6-1986                                                                        | León                                                                            | Francia                                                                         | 1 – 1                                                                           | Unione Sovietica                                                                | Mondiali 1986 - 1º turno                                                        | -1                                                                              |                                                                                 |
| 15-6-1986                                                                       | León                                                                            | Unione Sovietica                                                                | 3 – 4 dts                                                                       | Belgio                                                                          | Mondiali 1986 - Ottavi di finale                                                | -4                                                                              |                                                                                 |
| 24-9-1986                                                                       | Reykjavík                                                                       | Islanda                                                                         | 1 – 1                                                                           | Unione Sovietica                                                                | Qual. Euro 1988                                                                 | -1                                                                              |                                                                                 |
| 11-10-1986                                                                      | Parigi                                                                          | Francia                                                                         | 0 – 2                                                                           | Unione Sovietica                                                                | Qual. Euro 1988                                                                 | -                                                                               |                                                                                 |
| 29-10-1986                                                                      | Sinferopoli                                                                     | Unione Sovietica                                                                | 4 – 0                                                                           | Norvegia                                                                        | Qual. Euro 1988                                                                 | -                                                                               |                                                                                 |
| 18-4-1987                                                                       | Tbilisi                                                                         | Unione Sovietica                                                                | 1 – 3                                                                           | Svezia                                                                          | Amichevole                                                                      | -3                                                                              |                                                                                 |
| 29-4-1987                                                                       | Kiev                                                                            | Unione Sovietica                                                                | 2 – 0                                                                           | Germania Est                                                                    | Qual. Euro 1988                                                                 | -                                                                               | cap.                                                                            |
| 3-6-1987                                                                        | Oslo                                                                            | Norvegia                                                                        | 0 – 1                                                                           | Unione Sovietica                                                                | Qual. Euro 1988                                                                 | -                                                                               | cap.                                                                            |
| 9-9-1987                                                                        | Mosca                                                                           | Unione Sovietica                                                                | 1 – 1                                                                           | Francia                                                                         | Qual. Euro 1988                                                                 | -1                                                                              | cap.                                                                            |
| 23-9-1987                                                                       | Mosca                                                                           | Unione Sovietica                                                                | 3 – 0                                                                           | Grecia                                                                          | Amichevole                                                                      | -                                                                               | cap.                                                                            |
| 10-10-1987                                                                      | Berlino Est                                                                     | Germania Est                                                                    | 1 – 1                                                                           | Unione Sovietica                                                                | Qual. Euro 1988                                                                 | -1                                                                              | cap.                                                                            |
| 28-10-1987                                                                      | Sinferopoli                                                                     | Unione Sovietica                                                                | 2 – 0                                                                           | Islanda                                                                         | Amichevole                                                                      | -                                                                               | cap.                                                                            |
| 20-2-1988                                                                       | Bari                                                                            | Italia                                                                          | 4 – 1                                                                           | Unione Sovietica                                                                | Amichevole                                                                      | -4                                                                              | cap.                                                                            |
| 23-3-1988                                                                       | Amarousio                                                                       | Grecia                                                                          | 0 – 4                                                                           | Unione Sovietica                                                                | Amichevole                                                                      | -                                                                               | cap. 85’                                                                        |
| 31-3-1988                                                                       | Berlino Ovest                                                                   | Argentina                                                                       | 2 – 4                                                                           | Unione Sovietica                                                                | Amichevole                                                                      | -2                                                                              | cap.                                                                            |
| 2-4-1988                                                                        | Berlino Ovest                                                                   | Svezia                                                                          | 2 – 0                                                                           | Unione Sovietica                                                                | Amichevole                                                                      | -2                                                                              | cap.                                                                            |
| 27-4-1988                                                                       | Trnava                                                                          | Cecoslovacchia                                                                  | 1 – 1                                                                           | Unione Sovietica                                                                | Amichevole                                                                      | -1                                                                              | cap.                                                                            |
| 1-6-1988                                                                        | Mosca                                                                           | Unione Sovietica                                                                | 2 – 1                                                                           | Polonia                                                                         | Amichevole                                                                      | -1                                                                              | cap. 46’                                                                        |
| 12-6-1988                                                                       | Colonia                                                                         | Unione Sovietica                                                                | 1 – 0                                                                           | Paesi Bassi                                                                     | Euro 1988 - 1º turno                                                            | -                                                                               |                                                                                 |
| 15-6-1988                                                                       | Hannover                                                                        | Irlanda                                                                         | 1 – 1                                                                           | Unione Sovietica                                                                | Euro 1988 - 1º turno                                                            | -1                                                                              | cap. 68’                                                                        |
| 18-6-1988                                                                       | Francoforte sul Meno                                                            | Inghilterra                                                                     | 1 – 3                                                                           | Unione Sovietica                                                                | Euro 1988 - 1º turno                                                            | -1                                                                              | cap.                                                                            |
| 22-6-1988                                                                       | Stoccarda                                                                       | Unione Sovietica                                                                | 2 – 0                                                                           | Italia                                                                          | Euro 1988 - Semifinale                                                          | -                                                                               | cap.                                                                            |
| 25-6-1988                                                                       | Monaco di Baviera                                                               | Paesi Bassi                                                                     | 2 – 0                                                                           | Unione Sovietica                                                                | Euro 1988 - Finale                                                              | -2                                                                              | cap.                                                                            |
| 31-8-1988                                                                       | Reykjavík                                                                       | Islanda                                                                         | 1 – 1                                                                           | Unione Sovietica                                                                | Qual. Mondiali 1990                                                             | -1                                                                              |                                                                                 |
| 19-10-1988                                                                      | Kiev                                                                            | Unione Sovietica                                                                | 2 – 0                                                                           | Austria                                                                         | Qual. Mondiali 1990                                                             | -                                                                               | cap.                                                                            |
| 22-3-1989                                                                       | Eindhoven                                                                       | Paesi Bassi                                                                     | 2 – 0                                                                           | Unione Sovietica                                                                | Qual. Mondiali 1990                                                             | -2                                                                              | cap.                                                                            |
| 26-4-1989                                                                       | Kiev                                                                            | Unione Sovietica                                                                | 3 – 0                                                                           | Germania Est                                                                    | Qual. Mondiali 1990                                                             | -                                                                               | cap.                                                                            |
| 10-5-1989                                                                       | Istanbul                                                                        | Turchia                                                                         | 0 – 1                                                                           | Unione Sovietica                                                                | Qual. Mondiali 1990                                                             | -                                                                               | cap.                                                                            |
| 31-5-1989                                                                       | Mosca                                                                           | Unione Sovietica                                                                | 1 – 1                                                                           | Islanda                                                                         | Qual. Mondiali 1990                                                             | -1                                                                              | cap.                                                                            |
| 15-11-1989                                                                      | Sinferopoli                                                                     | Unione Sovietica                                                                | 2 – 0                                                                           | Turchia                                                                         | Qual. Mondiali 1990                                                             | -                                                                               | cap.                                                                            |
| 28-3-1990                                                                       | Kiev                                                                            | Unione Sovietica                                                                | 2 – 1                                                                           | Paesi Bassi                                                                     | Amichevole                                                                      | -1                                                                              | cap.                                                                            |
| 9-6-1990                                                                        | Bari                                                                            | Romania                                                                         | 2 – 0                                                                           | Unione Sovietica                                                                | Mondiali 1990 - 1º turno                                                        | -2                                                                              | cap.                                                                            |
| Totale                                                                          |                                                                                 | Presenze                                                                        | 91                                                                              |                                                                                 | Reti                                                                            | -69                                                                             |                                                                                 |

## Palmarès

### Giocatore

#### Club
- Campionato sovietico: 2

Spartak Mosca: 1979, 1987
- Coppa delle Federazioni sovietiche: 1

Spartak Mosca: 1987

#### Nazionale
- Bronzo olimpico: 1

Mosca 1980

#### Individuale
- Calciatore sovietico dell'anno: 1

1982
- Portiere sovietico dell'anno: 5[4]
- Miglior portiere dell'anno IFFHS: 1

1988